# Gregory H. Johnson
Gregory Harold Johnson (* 12. května 1962 v South Ruislip, Middlesex, Spojené království) je americký zkušební pilot a od roku 1998 astronaut NASA. V roce 2008 se zúčastnil jako pilot montážní mise STS-123 na Mezinárodní vesmírné stanici (ISS). Podruhé se do vesmíru dostal v roce 2011 při letu STS-134 k ISS.

## Mládí a studia
Gregory Johnson se narodil 12. května 1962 v South Ruislip na okraji Londýna ve Spojeném království. V roce 1980 dokončil střední školu Park Hills High School ve Fairborn v Ohiu. V roce 1984 získal po studiu na U.S. Air Force Academy titul Bc. v oboru aerokosmické inženýrství. Roku 1985 po studiu na Kolumbijské univerzitě získal titul Master of Science. O dvacet let později ještě vystudoval na Texaské univerzitě v Austinu marketing a management.
Oženil se s Cari Harbaughovou a mají spolu tři děti.

## Vojenská kariéra
Kariéru v armádě zahájil v roce 1984, kdy se dostal k letectvu Spojených států, o dva roky později sloužil jako instruktážní pilot na letecké základně Reese AFB v Texasu na proudovém cvičném letounu T-38 Talon. V roce 1989 byl převelen do Seymour Johnson AFB v Severní Karolíně, kde působil jako stíhací pilot na F-15E Eagle. Při operaci Pouštní bouře uskutečnil 34 bojových letů a po skončení války v Zálivu ještě 27 letů v rámci podpůrných misí. V roce 1994 se stal zkušebním pilotem, specializoval se na stroje F-15 Eagle. Nalétal více než 4000 hodin.

## Astronaut

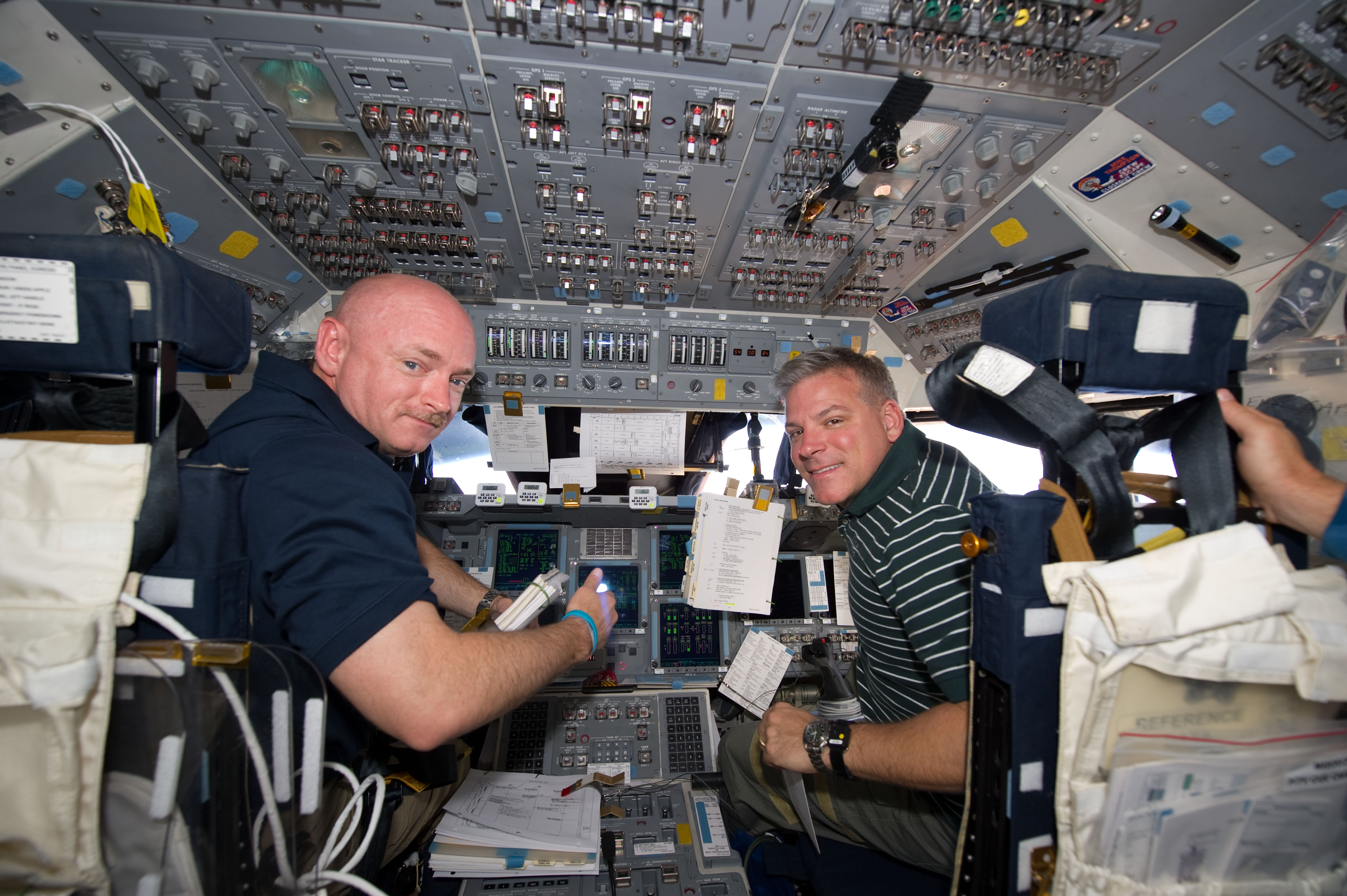
Gregory H. Johnson (vpravo) a Mark Kelly při misi STS-134

Do oddílu astronautů NASA byl vybrán 4. června 1998 a následně prodělal astronautický výcvik, který dokončil v roce 2000. Byl členem podpůrného týmu misí STS-100 a STS-108, týmu zkoumajícího vliv odpadávání pěny z nádrže ET na havárii raketoplánu Columbia.
Do vesmíru se poprvé dostal v roce 2008. Mise STS-123 raketoplánu Endeavour dopravila k Mezinárodní vesmírné stanici japonský experimentální logistický modul ELM-PS a kanadský manipulátor SPDM. Gregory Johnson působil v posádce jako pilot, při výstupech astronautů do vesmíru obsluhoval robotické paže raketoplánu i stanice. Ve vesmíru na této misi strávil 15 dní a 18 hodin.
Dne 16. května 2011 odstartoval Gregory Johnson jako pilot na svou druhou misi do vesmíru. Raketoplán Endeavour (STS-134) dopravil k ISS spektrometr AMS-02 (Alpha Magnetic Spectrometer) a nehermetizovanou plošinu ELC-3. Let trval 15 dní, 17 hodin a 38 minut, raketoplán se ze své historicky poslední mise vrátil na Kennedyho vesmírné středisko 1. června 2011.